# Рудик, Филипп Сергеевич
Фили́пп Серге́евич Ру́дик (бел. Філіп Сяргеевіч Рудзік; род. 22 марта 1987[…], Ленинград) — белорусский футболист клуба «Миоры». Мастер спорта Республики Беларусь международного класса.

## Карьера

### Клубная
Воспитанник футбольной школы «Смена» (Санкт-Петербург). Первый тренер — Альберт Аниуарович Дзугуров.
В 2005 году по приглашению тренера «Нафтана» Вячеслава Акшаева перешёл в новополоцкую команду.
Широкую известность в футбольных кругах Беларуси получил в марте-апреле 2009 года после неожиданного вызова Берндом Штанге в сборную и после высказываний в отношении клуба БАТЭ перед полуфинальными матчами Кубка с ним. Руководство борисовчан требовало дисквалификацию игрока, а позже дисциплинарных наказаний. В первом матче Филипп забил гол с весьма спорного пенальти на 89-й минуте, а в ответном матче постоянно освистывался, на что полузащитник реагировал с улыбкой. «Нафтан» вышел в финал Кубка, в котором победил солигорский «Шахтёр», а конфликт, казалось бы, закончился ничем. Однако история получила продолжение: в сезоне 2010, будучи заменённым на 88-й минуте в матче 24-го тура чемпионата, в котором «Нафтан» встречался с БАТЭ, он опять был освистан болельщиками, после чего снял шорты и показал трибунам свои голые ягодицы.
В конце 2009 года дал интервью газете «Прессбол», в котором сказал, что «немного устал от одного клуба». Это стало причиной выставления его клубом на трансфер. Но полузащитник остался в команде ещё на сезон. По словам бывшего партнёра по клубу и сборной Дмитрия Верховцова, это были «просто воспитательные меры, и всё будет нормально».
8 января 2011 года заключил контракт с БАТЭ. Вспоминая инцидент с болельщиками борисовчан, он заявил, что постарается как можно скорее доказать игрой, что он свой в БАТЭ. После одного из матчей чемпионата Филипп подошёл к трибуне с фанатами БАТЭ и попросил прощения за прошлое.
Участник Лиги Европы сезонов 2010/11 и 2012/13 (1/16 финала), Лиги чемпионов 2011/12 в составе БАТЭ. 4 июля 2013 года отдан в аренду клубу «Гомель» до конца сезона.
В 2014 году выступал за казахстанские клубы «Атырау» и семейский «Спартак». В январе 2015 года подписал контракт с «Гурником» (Ленчна), в июле 2015 года — с солигорским «Шахтёром». Закрепиться в составе солигорцев не смог и по окончании сезона покинул клуб.
В январе 2016 года подписал контракт с талдыкорганским клубом «Жетысу». В июле 2016 года перешёл в «Неман» из Гродно, где закрепился в качестве основного атакующего полузащитника. В начале 2017 года не тренировался с «Неманом», в феврале вернулся в команду и вскоре продлил соглашение на сезон 2017. Начинал сезон, выходя на замену, вскоре закрепился в стартовом составе гродненской команды. В ноябре 2017 года продлил контракт с клубом на следующий сезон.
Первую половину сезона 2018 пропустил из-за тяжёлой травмы. В августе вернулся на поле, сначала выходил на замену, с октября стал появляться в стартовом составе. В декабре 2018 года подписал новое соглашение с гродненцами на сезон 2019. В июне 2019 года покинул «Неман». За 3 года провёл за гродненский клуб 52 матча в Высшей лиге и забил 6 мячей.
В июле 2019 года заключил контракт с «Городеей». В августе и сентябре играл в стартовом составе, позднее перестал появляться на поле. По окончании сезона покинул клуб.
В феврале 2020 года подписал контракт с «Крумкачами». В июле покинул команду, после чего завершил профессиональную карьеру.
В июле 2021 года в качестве любителя присоединился к «Миорам».
В мае 2022 года стал игроком клуба из Первой Лиги «Сморгонь».

### В сборной
Первый матч за сборную Беларуси сыграл 6 июня 2009 года против сборной Андорры (5:1) в Гродно в рамках квалификации к чемпионату мира 2010.

## Достижения
«Нафтан»
- Обладатель Кубка Беларуси: 2008/09

БАТЭ
- Чемпион Беларуси (2): 2011, 2012
- Обладатель Суперкубка Беларуси (2): 2011, 2013